# HC Slavia Prag
Der HC Slavia ist ein tschechischer Eishockeyverein, der 1900 in Prag als Abteilung des Sportvereins Slavia Prag gegründet wurde. Der Club spielte von 1994 bis 2015 in der Extraliga, der höchsten tschechischen Profispielklasse im Eishockey. Mit dem Abstieg in die 1. Liga wechselte der Verein zur Saison 2015/16 in das 4988 Zuschauer fassende Zimní stadion Eden. Zuvor wurden die Heimspiele in der O₂ Arena ausgetragen.

## Geschichte

Logo des Klubs bis 2007

Schon in den Anfangsjahren konnte der Verein viermal die Böhmische Eishockeymeisterschaft erringen, 1929 und 1934 gewann man zudem den Tatra-Pokal, eines der damals bedeutendsten Eishockeyturniere in der Tschechoslowakischen Republik.
Bis zum Zweiten Weltkrieg trug die Eishockeyabteilung den Namen SK Slavia Praha, den bis dahin alle Abteilungen des Clubs trugen. 1948 wurde er Verein in Sokol Slavia Prag umbenannt. Dieser Name war allerdings nur ein Jahr offiziell, schon 1949 trat man unter dem Namen Dynamo Slavia an. 1953 fiel dann auch noch das Slavia aus dem Namen, sodass der Verein offiziell nur noch Dynamo Prag hieß. Seit 1965 trägt der Verein wieder den Namen Slavia Prag (1977–1993 Slavia IPS Prag, seit 1993 HC Slavia Prag).
2003 gewann der HC Slavia zum ersten Mal die Tschechische Meisterschaft. Dieser Erfolg konnte im Jahr 2008 durch einen Sieg nach 4:3 Spielen im Finale gegen den HC Energie Karlovy Vary wiederholt werden. In der folgenden Spielzeit erreichte Slavia erneut das Playoff-Finale, scheiterte jedoch in diesem am HC Energie Karlovy Vary.
Während der Spielzeit 2009/10 belegte Slavia nur mittlere Tabellenplätze und fiel im Januar 2010 aus den Playoff-Rängen heraus. Daraufhin verpflichtete das Management mit Noah Clarke und Darcy Campbell zwei nordamerikanische Spieler, um die Playoffs noch zu erreichen.
Nach einer erfolglosen Saison als Tabellenletzter nach der Hauptrunde musste der Verein im Frühjahr 2015 den Gang in die Zweitklassigkeit antreten.

## Titel und Trophäen
- Tschechischer Meister: 2003 und 2008
- Tschechischer Vizemeister: 2004 und 2006
- Böhmischer Meister: 1909, 1911, 1912
- Tschechoslowakischer Meister: 1924
- Sieger des Tatra-Pokals: 1929 und 1934

### Individuelle Auszeichnungen
Topscorer der Extraliga
- Vladimír Růžička (1995/96)
- Josef Beránek (2003/04)
- Jaroslav Bednář (2008/09)
- Roman Červenka (2009/10)

Toptorjäger der Extraliga
- Viktor Ujčík (1995/96)
- David Hruška (2008/09)

Bester Trainer
- Vladimír Růžička (2002/03)
- Vladimír Růžička (2008/09)

Bester Torhüter
- Roman Málek (2000/01, 2002/03)

Bester Verteidiger
- Petr Kadlec (2002/03)
- Jan Novák (2005/06)
- Tomáš Žižka (2007/08)

MVP der regulären Saison
- Jan Novák (2005/06)

Playoff-MVP
- Roman Málek (2002/03)
- Jaroslav Bednář (2007/08)

Goldener Helm (Preis für Spielkultur)
- Roman Málek (2000/01)

Bester Veteran
- Vladimír Růžička (1998/99)

Cena Bóža Modrý (Spieler des Jahres)
- Josef Beránek (2003/04)

## Bekannte ehemalige Spieler
- Jiří Holeček
 begann seine Karriere bei Slavia; Goldmedaillengewinner mit der Tschechischen Nationalmannschaft bei den Eishockeyweltmeisterschaften 1972, 1976 und 1977; Bronze- bzw. Silbermedaille bei den Olympischen Spielen 1972 und 1976
- František Kučera
  465 NHL-Spiele für die Chicago Blackhawks, die Hartford Whalers, die Vancouver Canucks und die Philadelphia Flyers; Goldmedaillengewinner mit der Tschechischen Nationalmannschaft bei den Olympischen Spielen 1998; spielte am Ende seiner Karriere für Slavia
- Vladimír Růžička
 233 NHL-Spiele für die Edmonton Oilers, die Boston Bruins und die Ottawa Senators; Goldmedaillengewinner mit der Tschechischen Nationalmannschaft bei den Olympischen Spielen 1998 und der Eishockey-Weltmeisterschaft 1985

- Jan Fleischmann (Europameister 1911, 1914)
- Miloslav Fleischmann (Europameister 1911, 1922)
- Jaroslav Jarkovský (Europameister 1911)
- Jaroslav Jirkovský (Europameister 1911, 1914, 1922, 1925)
- Tomáš Kucharčík (Weltmeister 1999)
- Josef Loos (Europameister 1914)
- Valentin Loos (Europameister 1922, 1925)
- Jan Palouš (Europameister 1911, 1914)
- František Rublič (Europameister 1914)
- Bohumil Steingenhöfer (Europameister 1929)
- Jaroslav Špaček (Weltmeister 2005)
- Josef Šroubek (Europameister 1925, 1929)
- Viktor Ujčík (Weltmeister 1996, 2001)
- Josef Vašíček (Weltmeister 2005)
- Otakar Vindyš (Europameister 1911, 1922, 1925)
- Josef Beránek
- Josef Gruss
- Jan Havel
- Tomáš Hertl
- Miloslav Hořava senior
- Petr Kadlec
- Michal Kempný
- Roman Málek
- Žigmund Pálffy
- Vladimír Sobotka
- Michal Sup
- Josef Trousílek
- Tomáš Vlasák
- David Volek
- Ladislav Blažek

### Nicht mehr zu vergebende Trikotnummern
- #8 Michal Sup
- #19 Josef Beránek
- #63 Josef Vašíček
- #97 Vladimír Růžička
- #72 Pavel Kolařík

## Meisterkader
- 2002/03

| Torhüter        | Roman Málek, Lukáš Hronek |
| Abwehrspieler   | Petr Kadlec, Jan Hejda, František Kučera, Pavel Kolařík, Jan Novák, Dominik Graňák, Marek Posmyk, Ondřej Staněk, Lukáš Špelda, David Pojkar, Petr Braniš                                                                               |
| Angriffsspieler | Radek Duda, Josef Beránek, Michal Sup, Milan Antoš, Aleš Krátoška, David Hruška, Petr Sailer, Adam Šaffer, Marek Tomica, Milan Kopecký, Petr Jaroš, Radek Dlouhý, Jakub Klepiš, Zbyněk Novák, Petr Kukla, Tomáš Csabi, Vladimír Dobiáš |
| Trainer         | Vladimír Růžička, Ondřej Weissmann, Jiří Kalous |

- 2007/08

| Torhüter        | Adam Svoboda, Jaroslav Suchan |
| Abwehrspieler   | Jiří Drtina, Jiří Jebavý, Petr Kadlec, Pavel Kolařík, Jan Novák, Karol Sloboda, Jiří Vašíček, Tomáš Žižka |
| Angriffsspieler | Jaroslav Bednář, Michal Borovanský, Miloslav Čermák, Roman Červenka, Jiří Doležal, Miroslav Holec, David Hruška, Jakub Klepiš, Tomáš Micka, Igor Rataj, Vladimír Růžička junior, Jakub Sklenář, Michal Sup, Marek Tomica, Michal Vondrka, Josef Beránek (C) |
| Trainer         | Vladimír Růžička und Jiří Kalous |

## Saisonstatistik seit 1993
| Saison  | Hauptrunde       | Punkte | Platzierung                    | Kapitän          | Trainer |
| ------- | ---------------- | ------ | ------------------------------ | ---------------- | --- |
| 1993/94 | 2. Platz 1. Liga | 55     | 2. Platz, Aufstieg             |                  | Pavel Richter und Tomáš Herstus, ersetzt durch Richard Farda                                                        |
| 1994/95 | 7. Platz         | 43     | 7. Platz                       | Vladimír Růžička | Pavel Richter und Břetislav Kopřiva, ab 23. Spieltag Richard Farda und Břetislav Kopřiva                            |
| 1995/96 | 6. Platz         | 41     | 6. Platz                       | Vladimír Růžička | Richard Farda und Břetislav Kopřiva                                                                                 |
| 1996/97 | 8. Platz         | 52     | 8. Platz                       | Vladimír Růžička | Marek Sýkora und Vladimír Kolek, später Jaromír Šindel und Jiří Kalous, danach Richard Farda und Ladislav Slížek    |
| 1997/98 | 6. Platz         | 56     | 6. Platz                       | Vladimír Růžička | Richard Farda und Ladislav Slížek                                                                                   |
| 1998/99 | 10. Platz        | 45     | 10. Platz                      | Vladimír Růžička | Richard Farda und Ladislav Slížek                                                                                   |
| 1999/00 | 10. Platz        | 41     | 10. Platz                      | Vladimír Růžička | Vladimír Caldr und Jiří Kalous, ab 11. Spieltag Josef Beránek senior und Jiří Kalous                                |
| 2000/01 | 7. Platz         | 79     | 4. Platz                       | Jan Alinč        | Jaromír Šindel und Ondřej Weissmann, ab Dezember 2000 Vladimír Růžička und Ondřej Weissmann                         |
| 2001/02 | 6. Platz         | 87     | 4. Platz                       |                  | Vladimír Růžička, Ondřej Weissmann und Jiří Kalous                                                                  |
| 2002/03 | 2. Platz         | 96     | Meister                        | Josef Beránek    | Vladimír Růžička, Ondřej Weissmann und Jiří Kalous                                                                  |
| 2003/04 | 5. Platz         | 85     | 2. Platz                       | Josef Beránek    | Vladimír Růžička, Ondřej Weissmann und Jiří Kalous                                                                  |
| 2004/05 | 4. Platz         | 97     | 6. Platz                       | Josef Beránek    | Vladimír Růžička, Ondřej Weissmann und Jiří Kalous                                                                  |
| 2005/06 | 2. Platz         | 101    | 2. Platz                       | Josef Beránek    | Vladimír Růžička, Ondřej Weissmann und Jiří Kalous                                                                  |
| 2006/07 | 6. Platz         | 81     | 6. Platz                       | Josef Beránek    | Vladimír Růžička, Ondřej Weissmann und Jiří Kalous                                                                  |
| 2007/08 | 2. Platz         | 98     | Meister                        | Josef Beránek    | Vladimír Růžička, Jiří Kalous                                                                                       |
| 2008/09 | 1. Platz         | 93     | 2. Platz                       | Josef Beránek    | Vladimír Růžička, Jiří Kalous                                                                                       |
| 2009/10 | 7. Platz         | 74     | 3. Platz                       | Josef Beránek    | Vladimír Růžička, Jiří Čelanský                                                                                     |
| 2010/11 | 7. Platz         | 84     | 4. Platz                       | Petr Kadlec      | Vladimír Růžička, Jiří Čelanský, Josef Beránek                                                                      |
| 2011/12 | 12. Platz        | 66     | 12. Platz                      | Petr Kadlec      | Vladimír Růžička, Jiří Čelanský, Josef Beránek, ab 10. Januar 2012 Ondřej Weissmann statt Jiří Čelanský             |
| 2012/13 | 2. Platz         | 94     | 3. Platz                       | Petr Kadlec      | Vladimír Růžička, Ondřej Weissmann und Josef Beránek                                                                |
| 2013/14 | 10. Platz        | 71     | 10. Platz                      | Petr Kadlec      | Vladimír Růžička, Ondřej Weissmann                                                                                  |
| 2014/15 | 14. Platz        | 71     | 14. Platz, Abstieg             | Jaroslav Bednář  | Ladislav Lubina, ab Dez. 2014 Dušan Gregor und Josef Beránek, ab Feb. 2015 Josef Beránek und Jan Srdínko            |
| 2015/16 | 4. Platz         | 94     | 2. Platz, Extraliga-Relegation | Pavel Kolařík    | Pavel Hynek, Milan Razým, im Dezember 2015 ersetzt durch Milan Razým, Jan Srdínko                                   |
| 2016/17 | 4. Platz         | 88     | 4. Platz                       | Pavel Kolařík    | Milan Razým, Jan Srdínko                                                                                            |
| 2017/18 | 4. Platz         | 92     | 4. Platz                       | Jan Novák        | Milan Razým, Jan Srdínko                                                                                            |
| 2018/19 | 11. Platz        | 77     | 11. Platz                      | Jan Novák        | Miloš Říha, Jan Srdínko, Roman Málek                                                                                |
| 2019/20 | 7. Platz         | 85     | abgesagt                       | Jan Novák        | Miloš Říha, Jan Srdínko                                                                                             |
| 2020/21 | 9. Platz         | 55     | 8. Platz                       | Jan Novák        | Martin Štrba, Jiří Doležal senior; ersetzt durch Jiří Veber, Pavel Kolařík, ersetzt durch Miloš Říha, Pavel Kolařík |
| 2021/22 | 7. Platz         | 78     | 8. Platz                       | Petr Kafka       | Jiří Veber, Pavel Kolařík                                                                                           |
| 2022/23 |                  |        |                                | Tomáš Knotek     | Jiří Veber, Pavel Kolařík; ersetzt durch Daniel Tvrzník, Pavel Kolařík                                              |